# 索希奇内
51°28′11″N 24°52′59″E / 51.46972°N 24.88306°E

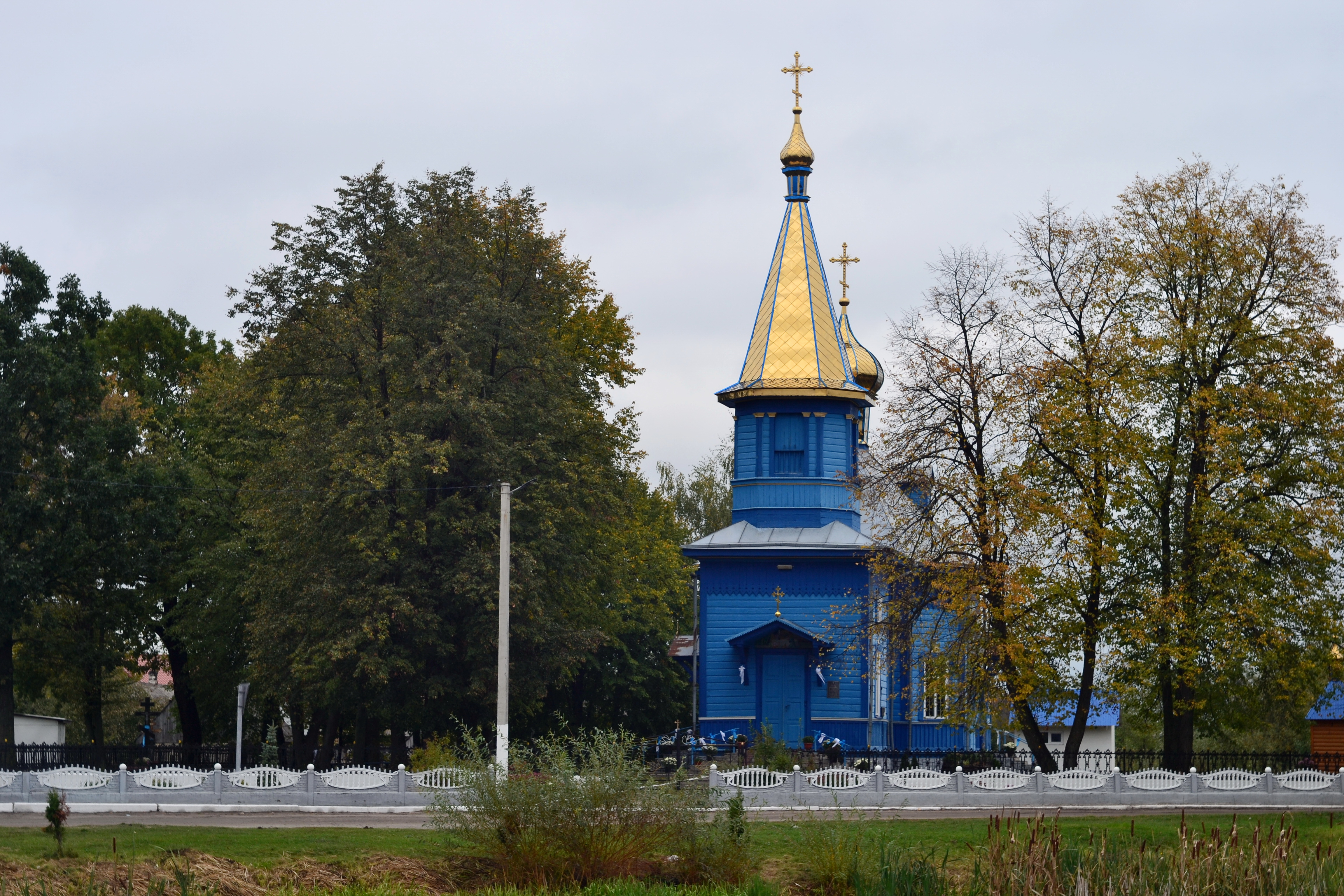
教堂

索希奇內（羅馬化：Soshychne）是烏克蘭西部沃倫州卡明-卡希爾斯基區索希奇內市鎮内的村莊及其行政中心。該村面積6.48平方公里，海拔高度166米，2024年人口2,020，人口密度每平方公里300.86人。